# Південне (Бахмутський район)
Півде́нне (до 2016 — Ле́нінське) — селище Торецької міської громади Бахмутського району Донецької області. Відстань до центру громади становить близько 9 км і проходить автошляхом місцевого значення, а відстань до Донецька — 54 км.

## Новітня історія
7 грудня 2014 року через артобстріл терористами селища загинула жінка, ще одна зазнала поранень. 14 липня 2015-го під час мінометного обстрілу терористами опорного пункту загинув старшина 54-го батальйону Юрій Гринчук. У ніч з 3 на 4 серпня 2015 року внаслідок мінометного обстрілу терористами спостережного пункту на териконі шахти «Южна» поблизу містечка — за 800 метрів від окупованої Горлівки — загинув солдат 54-го батальйону Валерій Трофимчук. Міна розірвалася за 2 метри від бійців, Валерій загинув від чисельних поранень; пораненого напарника — лейтенанта 57-го батальйону Андрія Гурічева — вдалося спустити з терикону, однак до шпиталю довезти не встигли.
8 травня 2018 року розпочалася операція Збройних сил України з визволення селища з-під контролю угруповання ДНР. 17 травня штаб операції об'єднаних сил повідомив, що селище перебуває під повним контролем 24 ОМБр. Селище знаходиться за 2 км на північний захід від Горлівки, яку контролюють сепаратисти.

## Географія
Через селище протікає річка Залізна.

## Населення

### Мова
Розподіл населення за рідною мовою за даними перепису 2001 року:
| Мова       | Кількість | Відсоток |
| ---------- | --------- | -------- |
| російська  | 1864      | 95.54%   |
| українська | 84        | 4.31%    |
| білоруська | 2         | 0.10%    |
| румунська  | 1         | 0.05%    |
| Усього     | 1951      | 100%     |

За даними перепису 2001 року населення селища становила 1951 особа, із них 4,31 % зазначили рідною мову українську, 95,54 % — російську, 0,10 % — білоруську, 0,05 % — молдовську.